# Humor aquoso

Diagrama esquemático do olho humano.

O humor aquoso é um líquido incolor, constituído por água (98%) e sais dissolvidos (2%) - predominantemente cloreto de sódio - que preenche as câmaras oculares (cavidade do olho, entre a córnea e o cristalino). Ele é produzido incessantemente, com valor médio de 3 ml por dia, no processo ciliar, uma região recoberta por uma camada de células epiteliais, que transportam ativamente o humor aquoso desses processos ciliares para a parte posterior da córnea  e à  parte anterior da íris.
Para manter a pressão do globo ocular constante, é drenado da região trabecular para o um vaso chamado "canal de Schlemm", que circunda todo o olho, na qual está ligado à veia episcleral pelo arqueduto venoso.
Atrás da córnea existe um fluido chamado de humor aquoso. Esse fluido determina a pressão intraocular que em condições normais é menor que 22 mmHg (22 torr). Este fluido é produzido continuamente, cerca de 5 ml por dia, sendo o excesso eliminado pelo canal de Schlemm. Um problema de drenagem por este canal pode levar à cegueira, pois com o aumento da pressão intra-ocular a irrigação da retina é dificultada, o que leva à morte as células sensoriais. A esta patologia se dá o nome de glaucoma. Após o humor aquoso encontramos a íris de cor verde, azul, castanha ou cinza que funciona como diafragma, isto é, regula a quantidade de luz que penetra no olho. A abertura por onde passa a luz chama-se pupila (menina dos olhos). O diâmetro da pupila pode variar de 1,5mm a 8,0mm, sendo que são necessários cerca de 5 segundos para a pupila se contrair (miose) ao máximo e 300 segundos para se dilatar (midríase) ao máximo.
Líquido que preenche o espaço entre a córnea e o cristalino dos olhos dos vertebrados. Além de proporcionar nutrientes à córnea e ao cristalino, ajuda a manter a forma esférica do olho. É produzido e renovado a cada quatro horas pelo corpo ciliar. O humor aquoso tem função ótica e estática.